# На війні як на війні
«На війні як на війні» (рос. «На войне как на войне») — російський радянський художній фільм, поставлений на Ленінградської ордена Леніна кіностудії «Ленфільм» в 1968 році режисером Віктором Трегубовичем за однойменною повістю Віктора Курочкина.
Прем'єра фільму в СРСР відбулася 23 лютого 1969 року.

## Зміст
Молодший лейтенант, що тільки-но вийшов за поріг училища, призначається командиром в екіпаж САУ СУ-100 (у книзі СУ-85). Його підлеглі старші його і досвідчені бійці. Утвердити свій авторитет буде нелегко, але вибору немає. Адже від злагодженості дій залежить подальше виживання солдатів.

## Ролі
- Михайло Кононов — молодший лейтенант Малешкін, командир САУ
- Олег Борисов — сержант Михайло Домешек, навідник
- Віктор Павлов — старшина Григорій Щербак, механік-водій
- Федір Одиноков — єфрейтор Осип Бянкін, заряджаючий
- Борис Табаровський — гвардії лейтенант Беззубцев, новий комбат
- Петро Любешкін — замполіт Тимофій Васильович
- Борис Аракелов — молодший лейтенант Чегіничка
- Петро Горін — Сергачев, капітан, командир батареї
- Юрій Дубровін — рядовий Громихало з Подмишки
- Михайло Глузський — полковник Дей, командир танкового полку
- Валентин Зубков — командир полку
- Герман Колушкін — Пашка Теленков (роль озвучив — Павло Кашлаков)
- Борис Січкін — старший лейтенант Селіванов
- Ірина Замотіна — господиня будинку Антоніна Василівна
- Олексій Кожевников — епізод
- М. Моторний — епізод
- В. Гнида — епізод
- Володимир Карпенко — епізод
- Н. Ходаковський — епізод
- Л. Стрєлков — епізод
- Н. Куцевалов — епізод
- Дмитро Махнич — епізод
- Г. Григорійчук — епізод
- Володимир Маляр — Доронін (в титрах не вказаний)
- Леонід Пугачов — епізод приїзду самохідників до танкістів: танкіст, який грає на баяні та співає «Гоп со Смиком (Жил-был на Украине мальчищка…)» та частушки
- У зйомках брали участь війська Прикарпатського військового округу

## Знімальна група
- Автори сценарію — Віктор Курочкін, Віктор Трегубович
- Режисер-постановник — Віктор Трегубович
- Головний оператор — Євген Мезенцев
- Головний художник — Семен Малкін
- Композитор — Георгій Портнов
- Текст пісні — Вольта Суслова
- Звукооператор — Ірина Черняхівська
- Режисер — Борис Довлатов
- Оператор — Костянтин Соболь
- Монтажер — Є. Садовська
- Редактор — Світлана Пономаренко
- Художник по костюмах — В. Кропачев
- Художники-гримери — Б. Соловйов, Р. Кравченко
- Художник-декоратор — С. Головін
- Асистенти:
режисера — В. Сергієв
оператора — А. Горбоносов, А. Таборов
- Комбіновані зйомки:
Оператор — І. Гольдберг
Художник — А. Сидоров
- Ленінградський державний концертний оркестр
під управлінням — Анатолія Бадхена
- Військові консультанти — генерал-майор Н. Нільга, гвардії полковник В. Трофименко
- Директор картини — Володимир Беспрозванний

## Звукова доріжка
- У фільмі звучить пісня Георгія Портнова на слова Вольта Суслова «Повела солдатів війна» у виконанні Миколи Копилова.
- У фільмі використаний солдатський фольклор часів Другої світової війни — воєнний варіант блатної пісні «Гоп со Смиком» та частушки (використаний лише перший куплет):

```
Самоходку танк любил
 
—
В лес гулять ее водил.
От такого ро́мана
Вся роща переломана.
```

```
Столько было в них огня
При их стальной наружности,
Что не осталось даже пня
на 200 верст в окружности.
```

- Після прем'єри кінофільму стала популярна пісня «По полю танки грохотали» (її співає екіпаж Малешкіна на відпочинку в селянській хаті).

## Зйомки
- Картина знімалася недалеко від радянсько-чехословацького кордону, і в ній брали участь війська Прикарпатського військового округу. Як згадує оператор Євген Мезенцев, в одну з ночей під вікнами готелю, де розмістилася знімальна група, довго гуркотіли танки. А на ранок всі дізналися про вторгненні радянських військ до Чехословаччини. При цьому радіостанція Бі-бі-сі повідомила про те, що під виглядом зйомок фільму «На війні як на війні» СРСР зосередив на кордоні з Чехословаччиною великі танкові з'єднання.
- Фільм не відповідає однойменному прозовому твору. У фільмі командирська позиція Малєшкіна подана значно сильніше. Автори фільму змінили і фінал розповіді. За книгою головний герой повісті молодший лейтенант Саня Малешкін гине після закінчення бою за село Кодня, убитий випадковим осколком мінометної міни. У фільмі ж під час бою від кулеметної черги гине навідник сержант Михайло Домешек. Крім того, описані в книзі події відбуваються взимку, а не літом, як у фільмі.